# Hotel Dybbøl Banke
Hotel Dybbøl Banke var et fireetagers hotel (treetager hvis man så det fra vejen) Dybbøl Banke, lige vest forHistoriecenter Dybbøl Banke. Hotellet blev revet ned i 1989-1990. 
I 1885 blev Hotel Düppöl Höhe bygget på Dybbøl Banke over for det tyske monument Düppel Denkmal fra 1865. Området var tysk.
Hotel Dybbøl Banke og husene på Dybbøl Banke havde et tysk arkitektonisk præg.

## Hotellets indre
Hotel Dybbøl Bankes indre bestod i stueplan af en reception i forbindelse med en stor restaurant og en festpavillion forskudt for restauranten mod vest ud mod vejen. 
Et større selskabslokale mod øst med plads til omkring 110, og den helt store festsal med plads til omkring 140 fra vejen. Dertil kom "Dybbølstuen" til konferencer for omkring 40. Kontor, stort industrikøkken, små lagerrum, kølerum mv.
I kælderen var der vaskekælder, værksted, garage, lager med store forarbejdningsmaskiner til levnedsmidler og en meget stor krybekælder under den store festsal.
På 1. og 2. sal var der hotelværelser. Omkring 20 værelser, alle med en super udsigt enten til kongeskansen (skanse X) eller ud over Vemmingbund og Flensborg Fjord samt Alssund.
Helt oppe havde hotellet to høje rygninger, hvor Danmarks Radio havde antenner, da Hotel Dybbøl Banke var det højeste punkt i området og kunne derfor dække hele Sønderborg by med signaler.
Fra Hotel Dybbøl Banke foretog Philips i 1967 målinger af farvetvsignalet fra Flensborg-senderen. Det var før man kunne købe farve-tv i Danmark. 
I en periode blev hattemagere/Modist fra Håndværkerskolen i Sønderborg uddannet der.
Vest for hotellet lå en bygning med offentlige toiletter mv. Denne bygning lå, hvor indgangspartiet er til Historiecenter Dybbøl Banke.
Fra 1. december 1976 var Hotel Dybbøl Banke forpagtet af landpost Aage Helmuth Christensen og fru Ingrid Christensen frem til efteråret 1985, hvor de købte en restaurant Strandpavillonen i Sønderborg.
I efteråret 1985 overtog et par fra Fyn forpagtningen. Den havde de til konkursen lige inden nedrivningen af hotellet.